# 박윤진
박윤진(朴允進, 일본식 이름:  福田允進 후쿠다 인신[*], 1905년 5월 2일 ~ ?)은 한국의 불교 승려이다. 호는 대우(大愚)이며 법명은 영해(領海)이다.

## 생애
본래 경기도 고양군 흥국사 재적 승려였다. 경성제일고등보통학교를 1927년 졸업하고 불교전수학교에 입학했다. 이 학교 재학 중에 청년 승려들이 한용운을 당수로 추대하여 조직한 만당에 가입했다.
불교전수학교는 박윤진이 재학 중일 때 중앙불교전문학교로 승격되었고, 박윤진은 이 학교를 제1회로 졸업하고 일본에 유학했다. 도쿄의 다이쇼 대학 종교학과에서 수학했다. 일본 유학 기간 동안 도쿄의 유학승들이 만드는 잡지 《금강저》의 편집과 발행에 참여하면서 글도 발표한 기록이 있다.
1934년 다이쇼 대학을 졸업하고 귀국하여 조선불교청년총동맹 중앙집행위원장에 취임했다. 모교인 중앙불교전문학교와 명성학교 강사로 근무하면서 대본산 봉은사의 순회 포교사를 맡아 포교 활동도 병행했다.
박윤진이 귀국했을 무렵부터 조선총독 우가키 가즈시게는 심전개발 운동이라는 이름으로 불교와 유교 인사들을 동원해 교화 사업을 벌였다. 박윤진은 봉은사 대중 강연과 경성방송국의 방송 강연을 통해 이 운동에 참여했다. 1935년에는 김경주의 주례로 혼인을 하고, 숙명여자전문학교 교수 등을 지내며 활발한 활동을 했다.
1937년 중일 전쟁이 발발하면서 전시 정국이 시작되었다. 그해 12월에 불교계는 북지황군위문사라는 이름으로 중국 전선의 일본군에게 위문단을 파견하기로 했다. 박윤진은 위문사로 뽑혀 직접 북중국 지역으로 위문 물품을 전달하러 다녀왔다. 조선총독부와 종로경찰서, 일본군 부대 등을 방문해 출발 인사를 하고, 돌아와서도 조선신궁 참배를 거쳐 조선총독부에 보고를 하는 전형적인 관제 행사였다.
박윤진은 일본군 위문을 기점으로 광복 시점까지 친일 활동을 했다. 1938년에 '총후보국 강조 주간'이 지정되어 각종 강연행사가 있을 때 각 종교단체연합회가 주최한 강연회에서 "보국정신"이라는 제목으로 시국 강연을 했다. 이러한 시국 강연과 기고 활동은 전쟁 중 내내 계속되었다. 일본 패망 40일 전인 1945년 7월 5일까지도 '본토결전 경성부민대회'라는 행사에서 "적습 하의 반도에 불멸할 돌진의 함성이 충천한다"며 끝까지 싸울 것을 주장했다. 개혁적인 청년 승려 조직이던 조선불교청년총동맹이 태평양 전쟁 지원을 결의하는 등 급격히 친일화되는데도 깊이 관여한 것으로 알려졌다.
일제 말기의 지나친 친일 행적 때문에 광복 후에 7개월가량 사회 활동을 하지 못했다. 1946년 〈건국은 각자의 내적 건설에서〉라는 글을 《신생》 창간호에 발표하면서 활동을 재개하였고, 곧 조선불교 총무원의 재무국장에 취임했다. 동국대학교 교수로 재직 하던 중, 한국 전쟁 때 납북되어 이후 소식을 알 수 없다.

## 사후
박윤진은 엘리트 교육을 받은 학승으로 불교계에 드문 인재였고, 말하기와 글쓰기에 모두 탁월한 재주를 보여 문교부 장관 감이라는 당대의 평이 있었다.
2002년 친일파 708인 명단이 공개되었을 때 불교 승려는 5인이 포함되었는데, 한 명을 더한다면 박윤진이라는 의견이 있었을 만큼 불교계의 대표적인 친일 인물로 꼽혔다. 2008년 공개된 민족문제연구소의 친일인명사전 수록예정자 명단 중 종교 부문에 선정되었으며, 2009년 친일반민족행위진상규명위원회가 발표한 친일반민족행위 705인 명단에도 포함되었다.

## 같이 보기
- 흥국사
- 만당
- 북지황군위문단

## 참고자료
- 임혜봉 (2005년 3월 1일). 〈박윤진 : 만당 회원에서 변절한 엘리트 승려〉. 《친일 승려 108인》. 서울: 청년사. 414~425쪽쪽. ISBN 9788972783848.